# Carl Leopold Sjöberg
Pour les articles homonymes, voir Sjöberg.
Carl Leopold Sjöberg, né le 28 mai 1861 à Gävle et mort le 26 janvier 1900 à Hedemora, est un compositeur, peintre et médecin suédois.

## Biographie
Carl Leopold Sjöberg naît de l’union de Leopold Sebastian Sjöberg et de Catharina Constantia Lundström. Il épouse Sofia Carolina Augusta Abelin en 1893.
En 1888, il entame des études de médecine à Uppsala et obtient sa licence à l’institut Karolinska en 1893. Il exerce au sein de divers hôpitaux avant d’ouvrir son propre cabinet à Hedemora en 1894. Jouissant d’une certaine aisance financière, talentueux, cultivé, passionné de littérature, de musique et d’art, il laisse en mémoire plusieurs compositions de son cru en sus de promouvoir la musique dans le cadre de sa ville résidentielle. Il peint également diverses toiles dont l’une des œuvres les plus connues revêt la forme d’un paysage agrémenté d’une chute d’eau : Dalalandskap med vattenfall[réf. souhaitée].
Au niveau musical, sa composition Tonerna — déclinée également en anglais sous le titre I bless every hour — acquiert la renommée près de quarante années après la mort du créateur, survenue en 1900, lorsque cette mélodie est chantée puis enregistrée en 1936 par le ténor Jussi Björling. Le thème musical en est ensuite repris au cinéma, illustrant dès lors plusieurs films suédois, cinq en tout, au nombre desquels figurent des productions respectivement réalisées par Edvard Persson (sv) ou Nils Poppe,.

## Source
- (sv)/(en) Cet article est partiellement ou en totalité issu des articles intitulés en suédois « Carl Leopold Sjöberg » (voir la liste des auteurs) et en anglais « Carl Leopold Sjöberg » (voir la liste des auteurs).